# 王允成
王 允成（おう いんせい、生没年不詳）は、明代の官僚。字は述文。本貫は沢州。

## 生涯
万暦年間、郷試に及第し、獲鹿知県に任じられた。治績を挙げて、南京御史に任じられた。ときに進士が権勢と高位を占め、挙人の多くは進士に見下されていた。允成は体格容姿が大きく、才気煥発で、進士を凌駕してその上に出ようと、遼東で失敗した諸臣を非難する上疏をおこない、刑罰を正すよう請願した。
泰昌元年（1620年）、天啓帝が即位すると、廷臣たちは梃撃の案や移宮の案を巡って論争した。天啓帝は2度の勅諭を下して李選侍を追放し、移宮の案の処分を確定しようとしたが、大学士の方従哲が上諭を差し戻した。允成は保治十事を上奏し、方従哲を司馬昭に喩えて非難した。姚宗文が遼東を巡閲調査し、熊廷弼を排除しようと図って、両人ともに咎めを受けた。允成は姚宗文のほうが悪いとみなして、両人を同列に処分することを批判した。
天啓元年（1621年）、允成は万暦朝の直臣である楊天民らの名誉回復を求める上疏をおこない、天啓帝に聞き入れられた。まもなく人事や軍政や賞罰について上奏し、内閣と司礼の責任で宦官と側近の権勢を抑え、天啓帝と皇弟を助けさせるよう述べた。7月、允成は刑部尚書の黄克纘を弾劾した。天啓帝の旨に逆らったとして、俸給を停止された。9月、給事中の毛士龍が順天府丞の邵輔忠を弾劾すると、允成も同官の李希孔らとともに邵輔忠の排斥に加担した。
このころ宦官の劉朝・魏進忠と天啓帝の乳母の客氏が互いに助け合って権勢を振るっていた。允成は上疏してかれらの罪を列挙したが、天啓帝に聞き入れられなかった。天啓3年（1623年）6月、允成は再び魏進忠を弾劾した。天啓4年（1624年）、趙南星が吏部尚書となると、允成はその引き立てにより北京御史に転任した。ほどなく趙南星が追放されると、御史の張訥は趙南星が允成を非法に任用したと弾劾し、允成は官爵を剥奪された。後に給事中の陳維新が允成を弾劾し、不正に財産を蓄えた罪に問われた。崇禎帝が即位すると、允成はかつて皇弟の保護を請願したことで、崇禎帝にその名を知られており、召喚されて北京御史の官にもどされた。ほどなく死去した。